# Духеров
Духеров (нім. Ducherow) — громада в Німеччині, розташована в землі Мекленбург-Передня Померанія. Входить до складу району Передня Померанія-Грайфсвальд. Складова частина об'єднання громад Анклам-Ланд.
Площа — 77,28 км2. Населення становить 2421 ос. (станом на 31 грудня 2020).

## Галерея

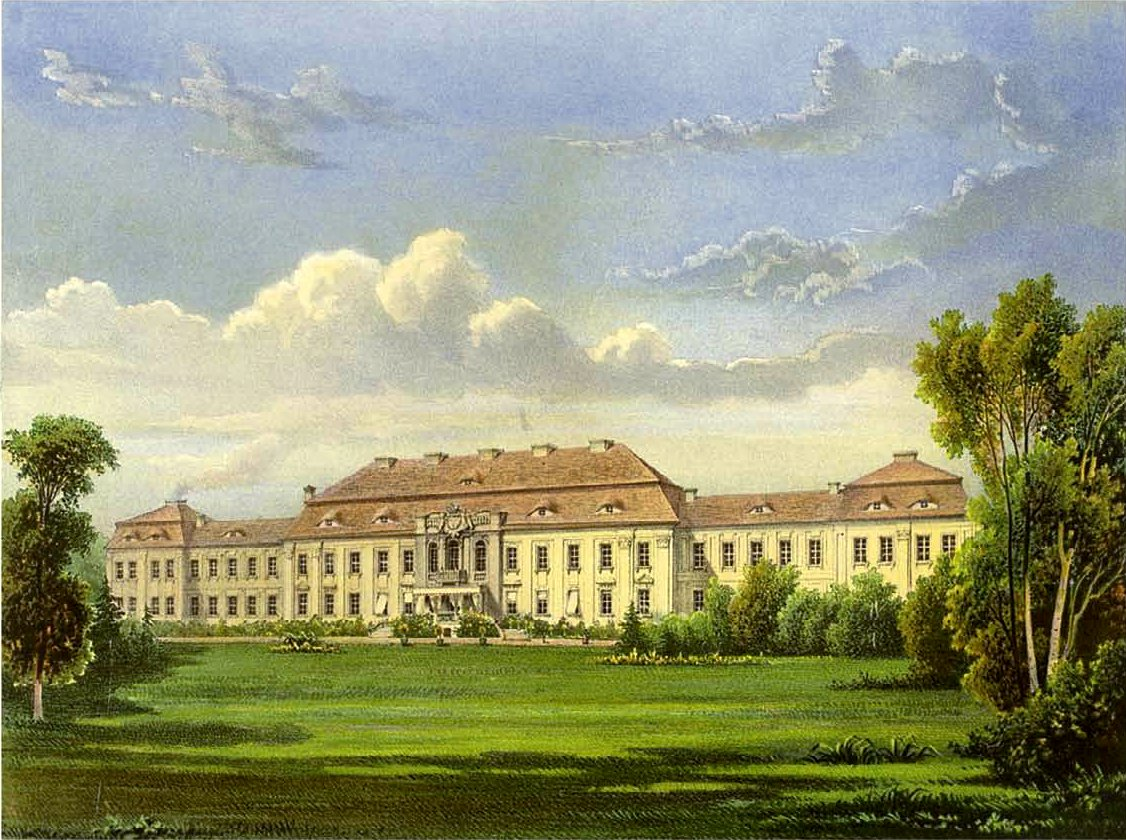
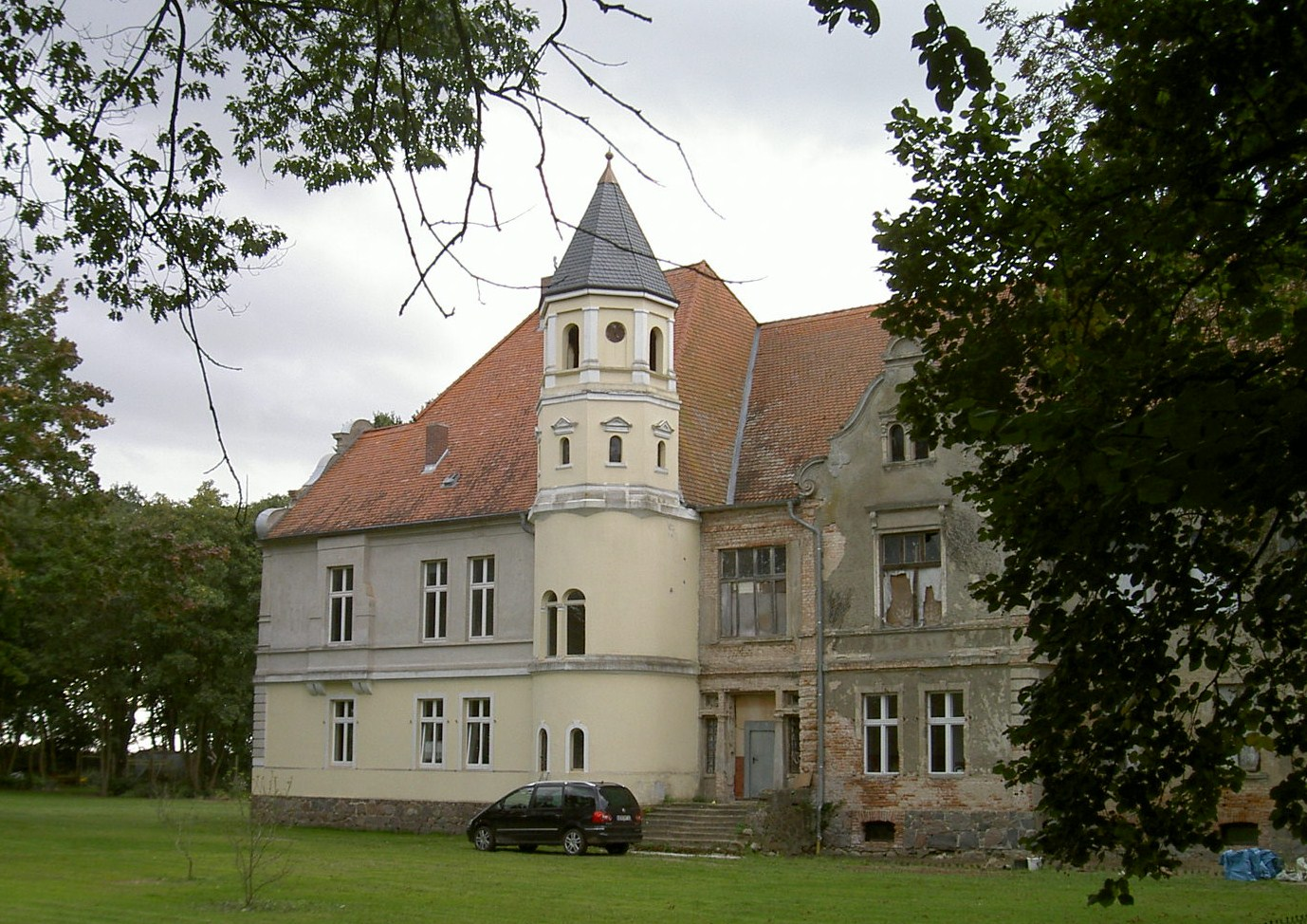